# John Connelly
John Michael Connelly (St. Helens, 18 de julho de 1938 - 25 de outubro de 2012) foi um futebolista inglês que atuava como atacante.

## Carreira

### Clubes
Em novembro de 1956, olheiros do Burnley se impressionaram com Connelly, que jogava em um time de sua cidade natal (St Helens Town). Ofereceram um contrato ao jogador, que aceitou a proposta. Entretanto, teve que esperar até março de 1957 para fazer sua estreia pelos Clarets, contra o Leeds United. Após duas temporadas, Connelly passaria a se firmar no time titular do Burnley, de onde sairia em 1964, depois de ter jogado 265 partidas e marcado 105 gols, quando seria contratado pelo Manchester United, por 56 mil libras.
Nos Red Devils, Connelly teve passagem razoável (80 jogos, 22 gols), sagrando-se campeão inglês em 1964-65 e vice na temporada seguinte. Em 1966, o Blackburn Rovers contratou o atacante por 40 mil libras. Atuou pela agremiação entre 1966 e 1970, marcando 36 gols em 149 jogos.
Connelly teve ainda passagem pelo Bury (128 partidas, 37 gols), permanecendo até maio de 1973, quando se aposentou.

## Seleção
Pela Seleção Inglesa de Futebol, Connelly jogou de 1959 a 1966, jogando vinte partidas e marcando sete gols.
Jogou as Copas de 1962 e 1966, sendo que nesta última fez parte do elenco que deu o único título mundial ao English Team.

## Vida pessoal
Depois de ter abandonado o futebol, Connelly virou dono de uma loja de pescados que levava seu nome (Plaice Connelly).
Faleceu em 25 de outubro de 2012, de causas desconhecidas. Por meio de comunicado, o Burnley informou que ele "morreu em paz em sua casa"

## Títulos
- Copa do Mundo de 1966